# L'immagine e altri racconti
L'immagine e altri racconti è una raccolta di racconti di Isaac Bashevis Singer, pubblicata da Longanesi nel 1989, con la traduzione di Mario Biondi. Corrisponde alla raccolta in inglese The Image and Other Stories, pubblicata da Farrar Straus & Giroux nel 1985. In originale i racconti erano apparsi in lingua yiddish.

## Titoli della raccolta
1. Consiglio (Advice [trad. dell'autore])
2. Un giorno di felicità (One Day of Happiness [trad. dell'autore con Elizabeth Pollet], presente anche in Racconti nella trad. di Anna Ravano)
3. Il legame (The Bond [trad. dell'autore con Lester Goran], presente anche in Racconti nella trad. di Anna Ravano con il titolo Il vincolo)
4. L'intervista (The Interview [trad. dell'autore con Lester Goran])
5. Il divorzio (The Divorce [trad. dell'autore])
6. Forte come la morte è l'amore (Strong as Death Is Love [trad. dell'autore])
7. Che cosa sarà nato a fare, questo Heisherik? (Why Heisherik Was Born [trad. dell'autore con Lester Goran])
8. Il nemico (The Enemy [trad. Friedl Wyler e Herbert Lottman], anche in Racconti nella trad. di Anna Ravano)
9. Relitti (Remnants [trad. dell'autore con Lester Goran], anche in Racconti nella trad. di Anna Ravano con il titolo Sopravvissuti)
10. Sulla via dell'ospizio (On the Way to the Poorhouse [trad. dell'autore])
11. Loshikl (Loshikl [trad. Rena Borrow e Lester Goran])
12. La tasca non dimentica (The Pocket Remembered [trad. Deborah Menashe])
13. Il segreto (The Secret [trad. Deborah Menashe], anche in Racconti nella trad. di Anna Ravano)
14. Un gruzzolo per il Paradiso (A Nest Egg for Paradise [trad. Nili Wachtel])
15. La conferenza (The Conference [trad. dell'autore con Lester Goran], anche in Racconti nella trad. di Anna Ravano con il titolo Il congresso)
16. Miracoli (Miracles [trad. dell'autore con Judy Beeber])
17. I contendenti (The Litigants [trad. dell'autore con Lester Goran])
18. Una telefonata a Yom Kippur (A Telephone Call on Yom Kippur [trad. dell'autore])
19. Estranei (Strangers [trad. dell'autore con Herbert R. Lottman])
20. Lo sbaglio (The Mistake [trad. Rena Borrow e Lester Goran])
21. Confuso (Confused [trad. dell'autore])
22. L'immagine (The Image [trad. dell'autore con Lester Goran])

## Edizioni italiane
- trad. dall'inglese di Mario Biondi, Longanesi (collana "La gaja scienza" n. 206), Milano, 1987 ISBN 88-304-0747-X